# Siège titulaire d'Abitinae
Abitinae (italien : Abitine) est un évêché titulaire de l'Église catholique romaine .
Son origine est un ancien évêché de la ville d'Abitène en Afrique proconsularis dans la province ecclésiastique de Carthage.
| Évêques titulaires d'Abitinae |                          |                                                                             |                  |                   |
| Ordre                         | Nom                      | Administration                                                              | de               | à                 |
| 1                             | Gérard Bertrand MAfr     | Vicaire apostolique de Tamale (en) (Ghana)                                  | 10 juin 1948     | 18 avril 1950     |
| 2                             | Thomas Fernando          | Évêque coadjuteur de Tuticorin (Inde)                                       | 25 juin 1950     | 26 juin 1953      |
| 3                             | Francisco Juan Vénnera   | Évêque auxiliaire à Rosario (Argentine)                                     | 22 mai 1956      | 21 septembre 1959 |
| 4e                            | Wincenty Urbain          | Évêque auxiliaire à Gniezno (Pologne)                                       | 21 octobre 1959  | 13 décembre 1983  |
| 5                             | Eduardo Picher Peña (es) | Archevêque militaire à l'Ordinaire militaire du Pérou                       | 14 juin 1984     | 30 novembre 2002  |
| 6e                            | Brian Farrell (de) LC    | Secrétaire du Conseil pontifical pour la promotion de l'unité des chrétiens | 19 décembre 2002 |                   |